# Streptanus nigrifrons
Streptanus nigrifrons är en insektsart som beskrevs av Vilbaste 1965. Streptanus nigrifrons ingår i släktet Streptanus och familjen dvärgstritar. Inga underarter finns listade i Catalogue of Life.